# Ambergris Caye
Ambergris Caye je název největšího ostrova v Belize. Nachází se severovýchodně od belizské pevniny, odděluje vody Karibského moře a Chetumalského zálivu. Je přibližně 40 km dlouhý ve směru sever-jih a 1,6 km široký. Z územně-správního hlediska je součástí distriktu Belize i přesto, že je lokalizován blíže k distriktu Corazal. Ostrov ještě před příchodem Evropanů obývali Mayové. Z většiny je pokryt mangrovovými porosty a močály, které však především na východní straně ustoupilo výstavbě. Největším sídlem je San Pedro.

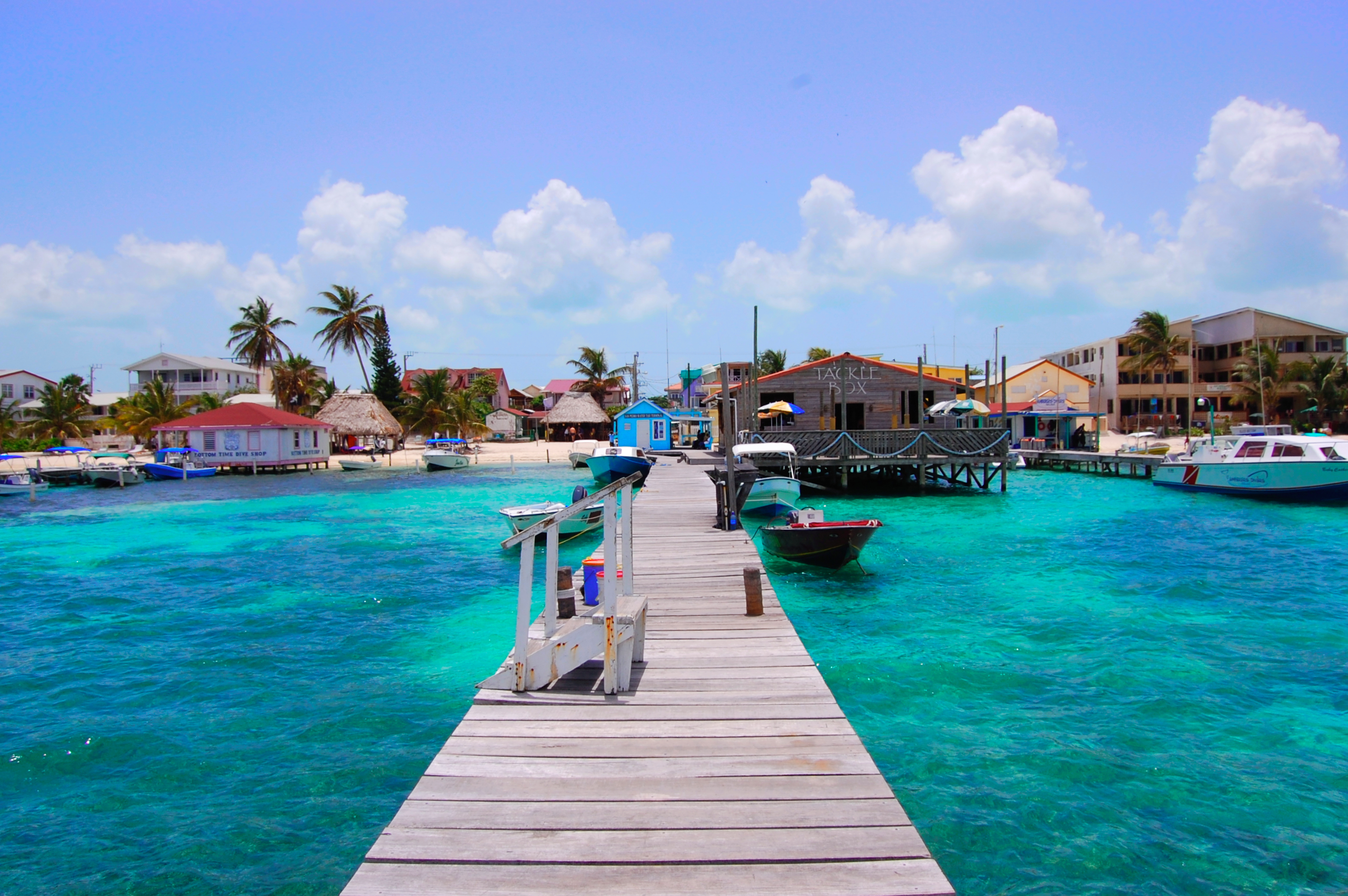
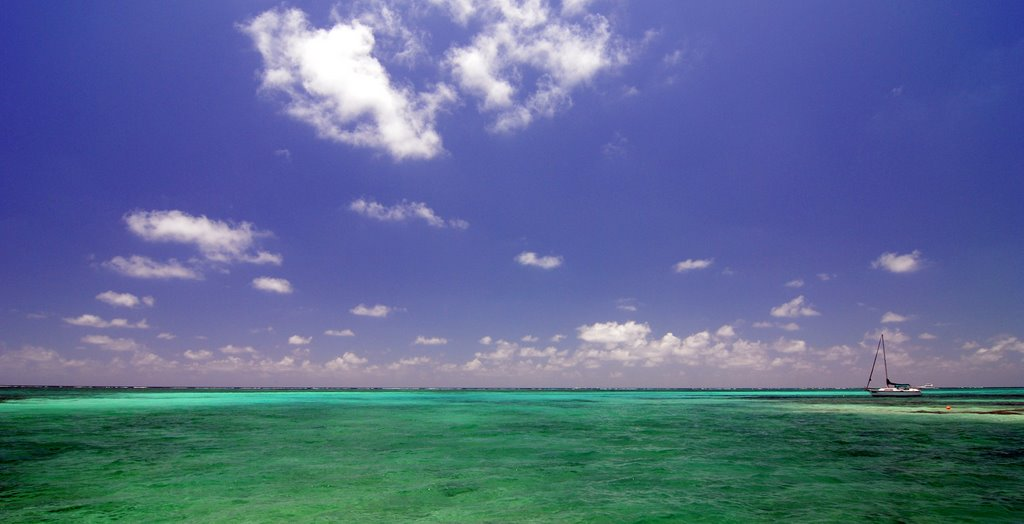
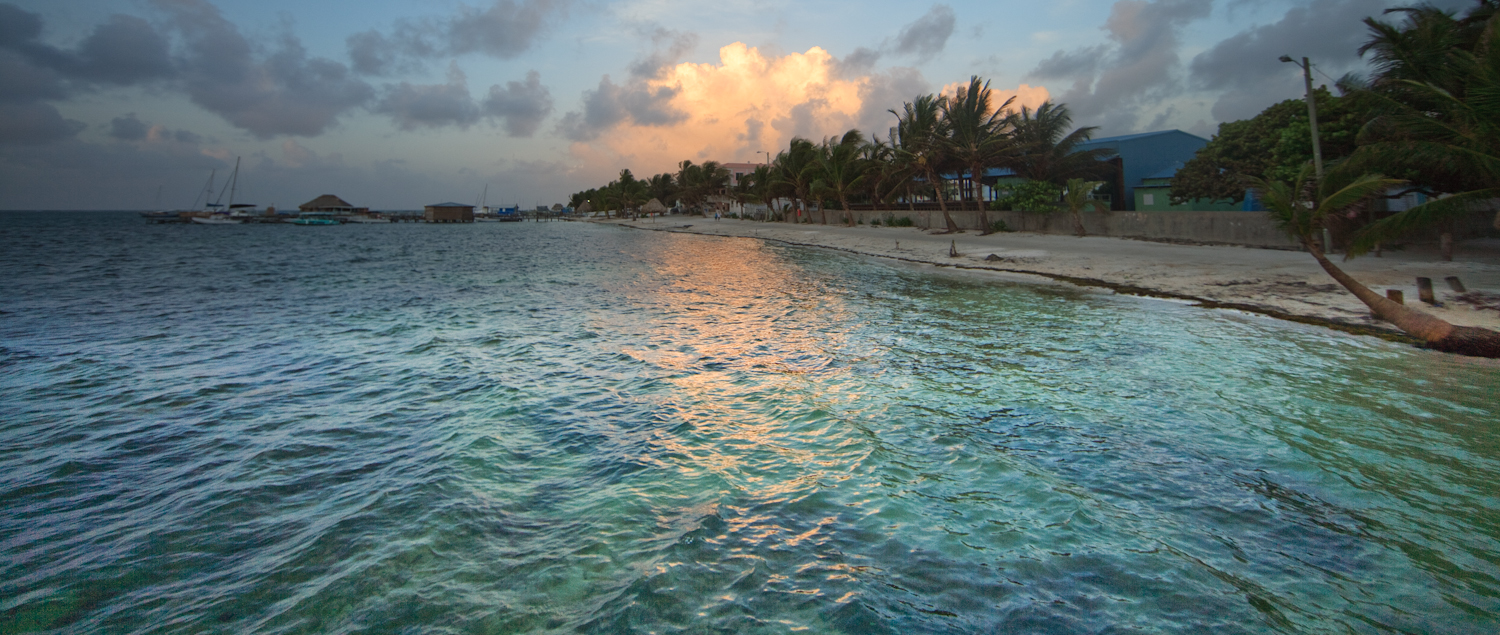
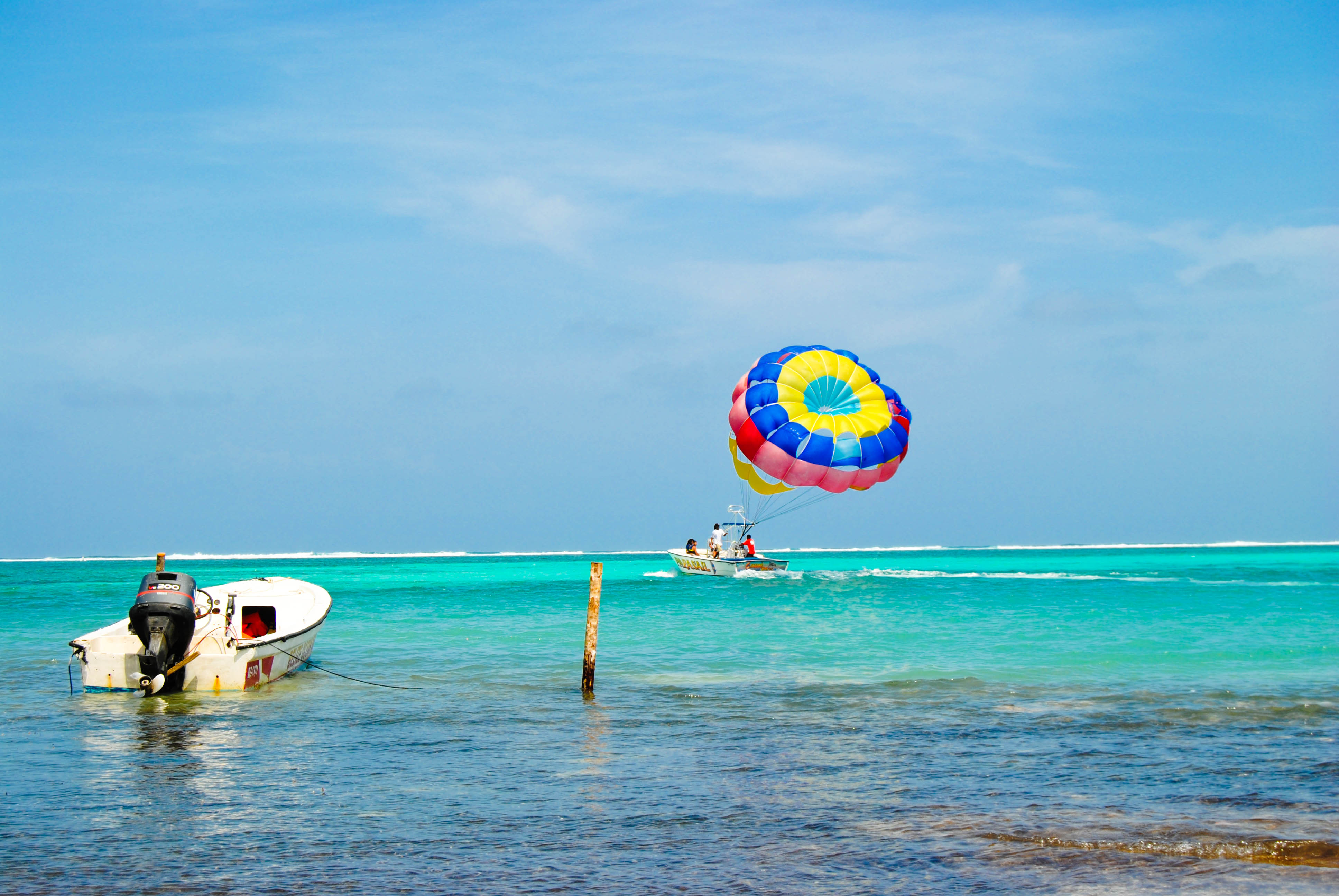
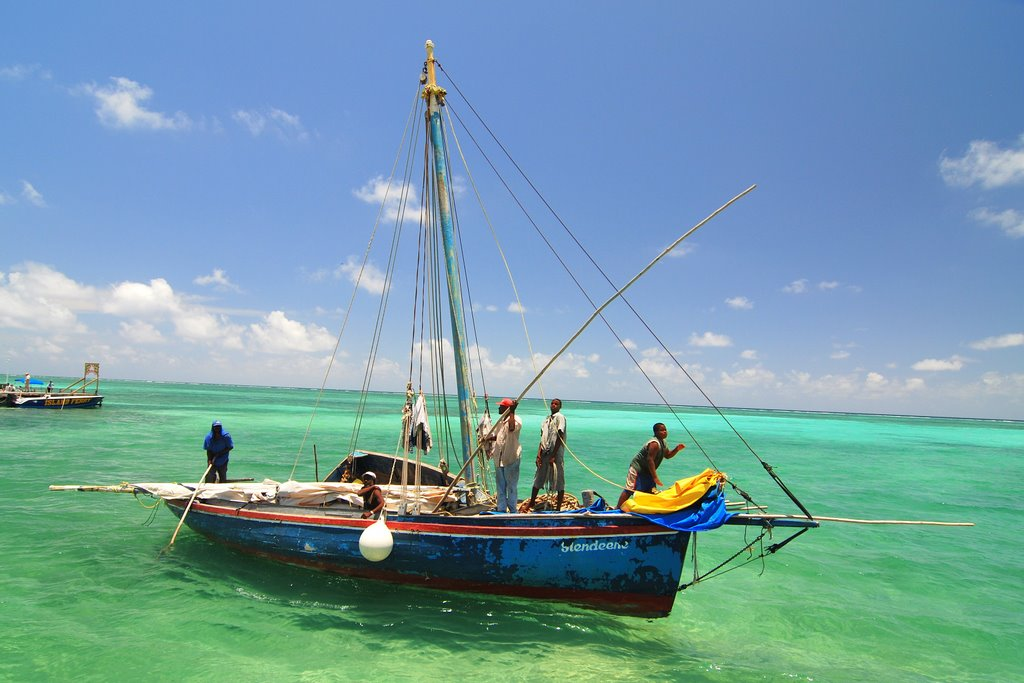
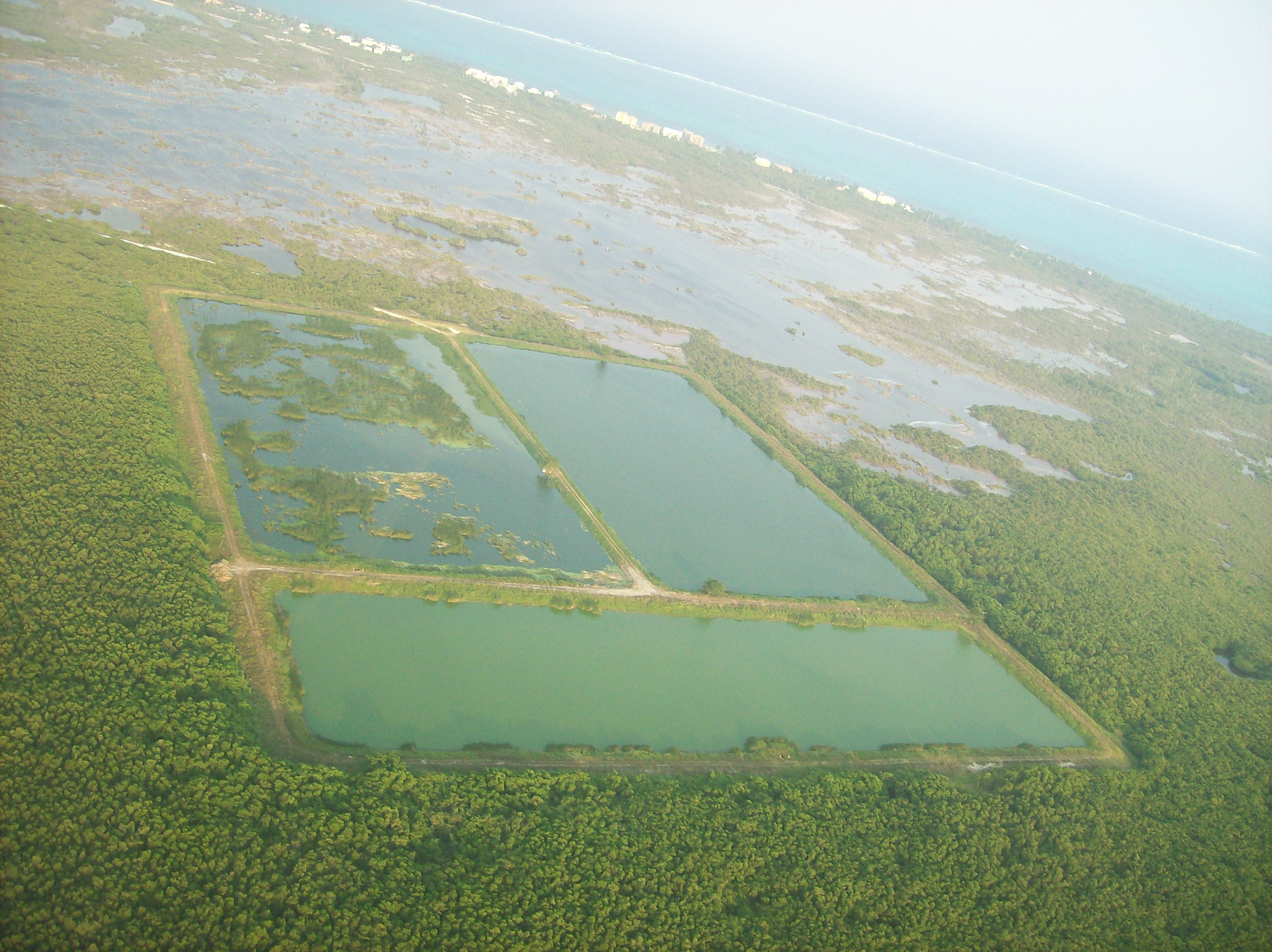
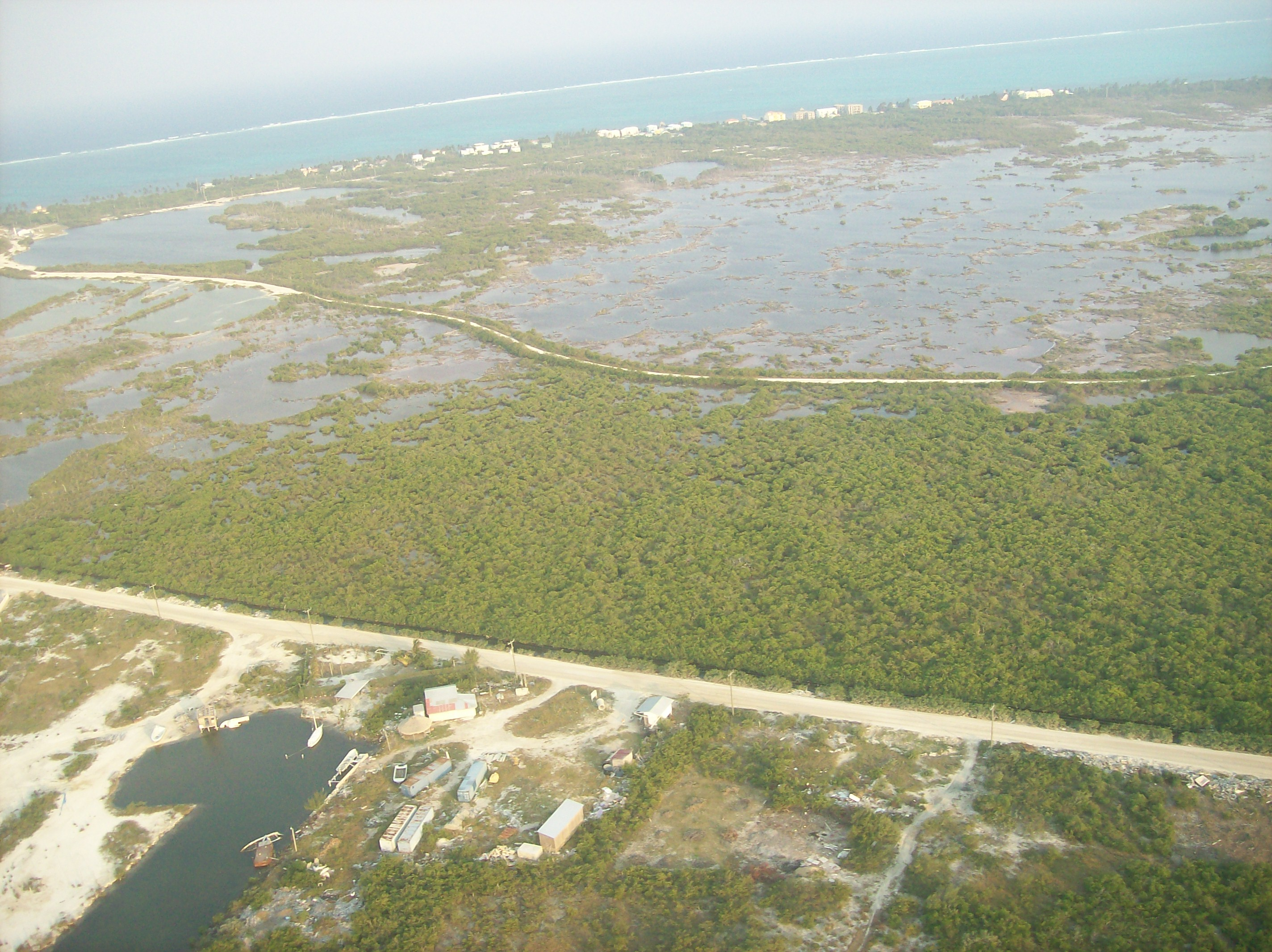
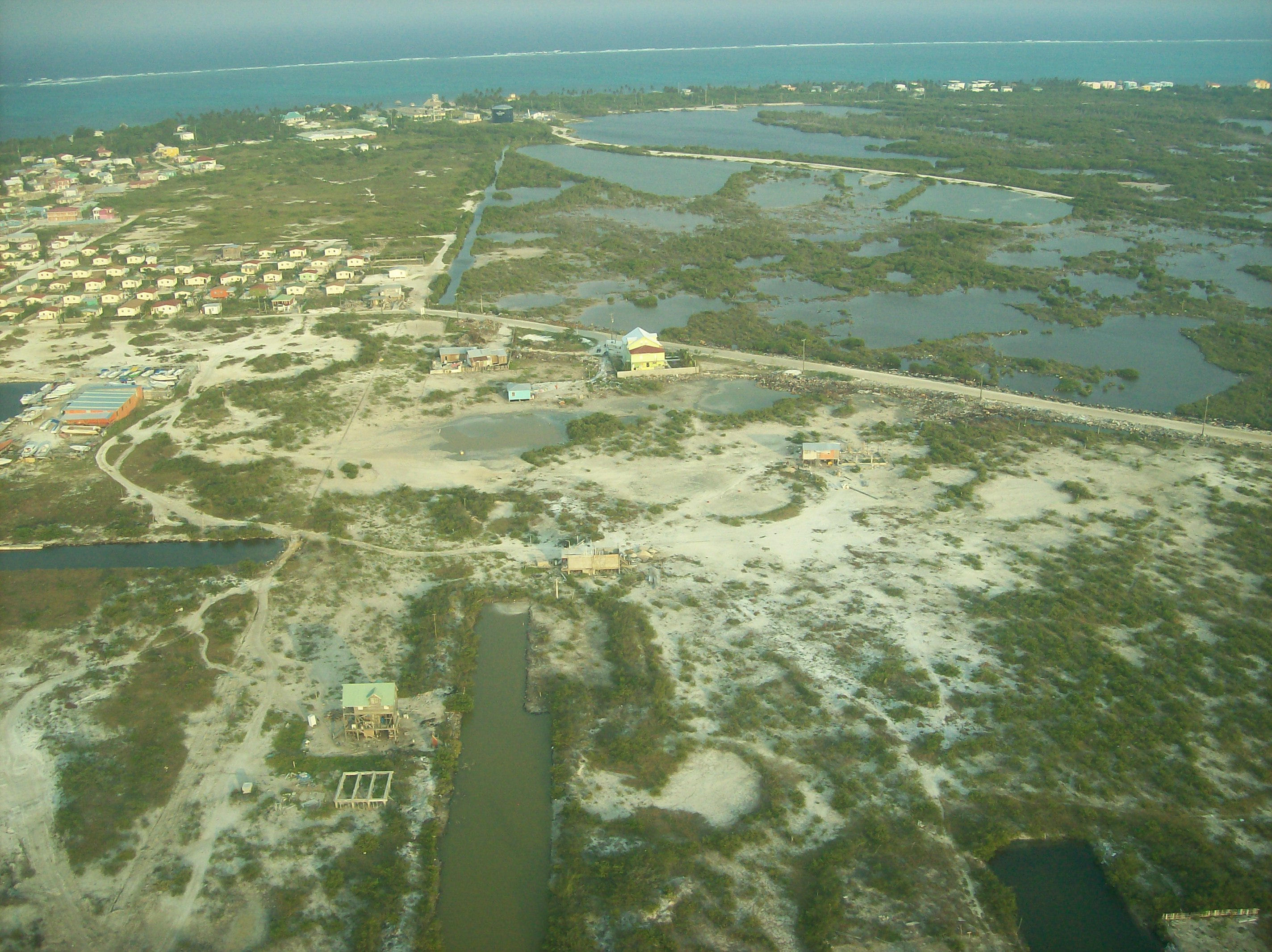